# Musikjahr 1867
Liste der Musikjahre

◄◄ | ◄ | 1863 | 1864 | 1865 | 1866 | Musikjahr 1867 | 1868 | 1869 | 1870 | 1871 | ► | ►►

Weitere Ereignisse
Dieser Artikel behandelt das Musikjahr 1867.

## Ereignisse

### Uraufführungen

#### Donauwalzer und weitere Werke von Johann Strauss (Sohn)
- 15. Februar: Im Saal des Dianabades in Wien erfolgt die Uraufführung des Walzers An der schönen blauen Donau op. 314, von Johann Strauss (Sohn). Das Werk wird als Chorwalzer unterlegt mit einem satirischen Text von Josef Weyl vom Wiener Männergesang-Verein und der Kapelle des Infanterie-Regimentes 42, beide geleitet von Rudolf Weinwurm, präsentiert. Das Werk ‚schlägt zündend ein‘ und es wird in der Kritik erstmals der Begriff „Schlager“ dafür verwendet. Dennoch setzt sich der Walzer, dessen Orchesterversion am 10. März erstmals aufgeführt wird, zunächst nicht durch.
- 10. März: Im Cortischen Kaffeehaus des Wiener Volksgartens dirigiert Johann Strauss (Sohn) die erste rein instrumentale Aufführung des Walzers An der schönen blauen Donau.
- Der Komponist bringt außerdem noch folgende Werke heraus: Künstlerleben (Walzer) op. 316 (Uraufführung: 18. Februar); Telegramme (Walzer) op. 318; Lob der Frauen (Polka) op. 315; Postillon d’amour (Polka) op. 317; Leichtes Blut (Schnellpolka) op. 319 (10. März) und die Figaro-Polka op. 320.

#### Oper

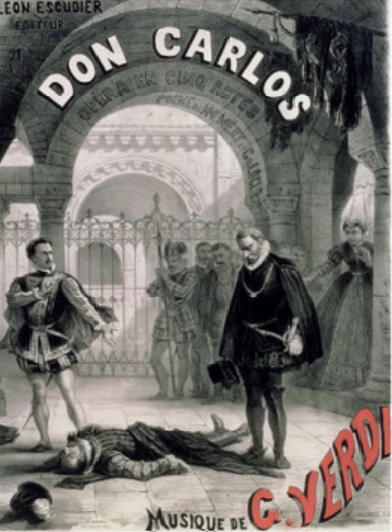
Don Carlos; Poster 1867

- 11. März: In Paris wird die französische Erstversion von Giuseppe Verdis Grand opéra Don Carlos nach einem Textbuch von Joseph Méry und Camille du Locle uraufgeführt. Sie basiert auf dem gleichnamigen Theaterstück von Friedrich Schiller. Wegen ihrer großen Länge muss die Oper noch vor der Uraufführung um 20 Minuten gekürzt werden. Im Oktober wird sie ins Italienische übersetzt und in Bologna aufgeführt.
- 03. April: Die Uraufführung der Oper La Grand’Tante von Jules Massenet findet an der Opéra-Comique in Paris statt
- 06. April: Die Oper Dózsa György von Ferenc Erkel wird in Budapest uraufgeführt.
- 27. April: Die Oper Roméo et Juliette von Charles Gounod nach dem Drama Romeo und Julia von William Shakespeare hat ihre Uraufführung am Théâtre-Lyrique in Paris.
- 11. Mai: Arthur Sullivans erste Oper Cox and Box, ein Triumviretta in einem Akt auf das Libretto von Francis C. Burnand wird am Adelphi-Theater in London uraufgeführt.
- 18. November: Die Oper Bogatyri (Helden) von Alexander Porfirjewitsch Borodin wird am Bolschoi-Theater in Moskau uraufgeführt.
- 13. Dezember: Die Uraufführung der Oper Malbrough s'en va-t-en guerre von Léo Delibes erfolgt am Théâtre de l'Athénée in Paris.
- 18. Dezember: Die komische Oper The Contrabandista von Arthur Sullivan und Francis C. Burnand hat ihre Uraufführung in London.
- 26. Dezember: Die Uraufführung der Oper La jolie fille de Perth (Das schöne Mädchen aus Perth) von Georges Bizet findet am Théâtre-Lyrique in Paris statt.

#### Operette

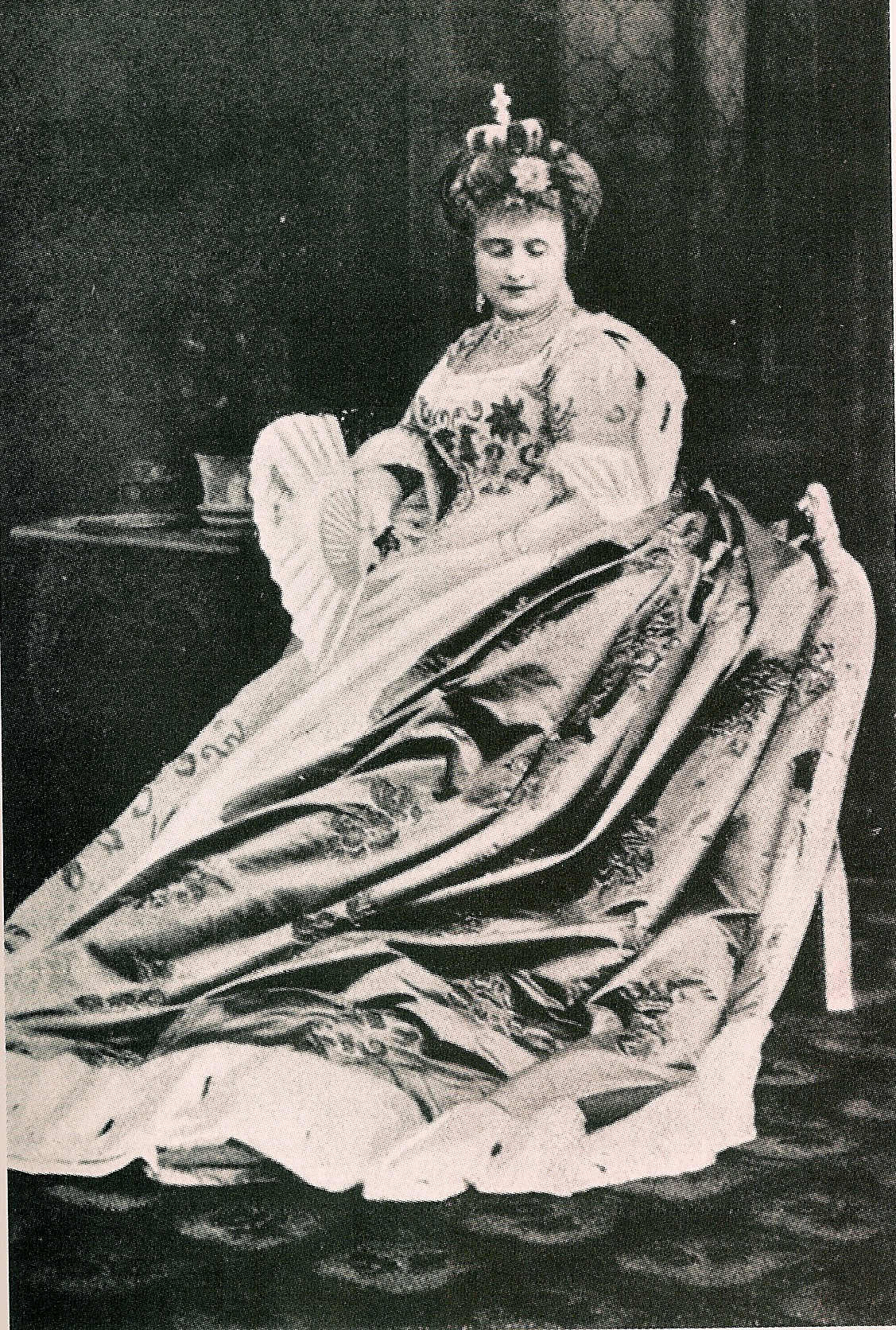
Hortense Schneider als Grande-Duchesse de Gérolstein

- 12. April: Im Pariser Théâtre des Variétés erfolgt die Uraufführung von Jacques Offenbachs opera-bouffe Die Großherzogin von Gerolstein mit Hortense Schneider in der Titelrolle. Das Libretto der Operette stammt von Henri Meilhac und Ludovic Halévy.
- 27. April: Die zur Goldenen Operettenära zählende Operette Banditenstreiche von Franz von Suppè hat ihre Uraufführung am Carltheater in Wien.

#### Requiem
- Anfang Dezember: Die ersten drei Sätze – mehr will man dem Publikum „nicht zumuten“ – von Ein deutsches Requiem des Komponisten Johannes Brahms werden durch den Wiener Singverein in einem Konzert der Gesellschaft der Musikfreunde in Wien uraufgeführt. Das Publikum reagiert gemischt, das Werk wird von der Kritik wie Eduard Hanslick jedoch überwiegend positiv rezensiert.

#### Instrumental- und Vokalmusik
- Camille Saint-Saëns: Introduktion und Rondo capricciosa a-moll op. 28
- Josef Strauss: Deliren op. 212

### Lehre und Forschung

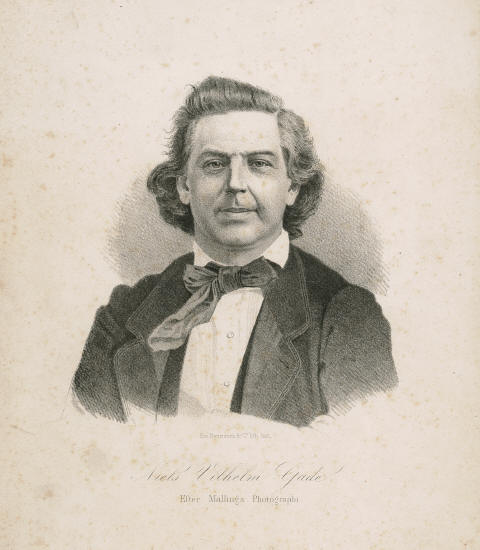
Niels Wilhelm Gade

- 01. September: Eduard Horak gründet die Horak’sche Musikschulen. Aus ihnen geht 1979 das Wiener Franz Schubert Konservatorium hervor.
- Der dänische Komponist und Dirigent Niels Wilhelm Gade wird erster Direktor des neu gegründeten Københavns Musikkonservatorium in Kopenhagen.

### Sonstiges
- 06. Dezember: Das Queen’s Theatre am Haymarket im Londoner West End brennt in der Nacht bis auf die Grundmauern nieder.
- Gioachino Rossini schreibt für die vom 1. April bis 3. November stattfindende Weltausstellung in Paris das Stück Hymne an Napoleon III. und sein wackeres Volk als offizielle Ausstellungshymne.
- Charles-Marie Widor verfasst sein erstes heute identifizierbares Werk Variations sur un thème original op. 1 für Klavier.

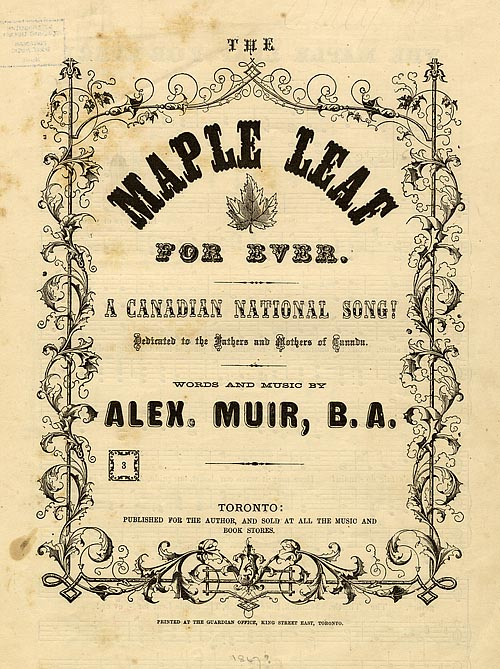
Deckblatt von Maple Leaf Forever, Druck von 1868

- Alexander Muir schreibt nach der Gründung der Kanadischen Konföderation das patriotische Lied The Maple Leaf Forever.
- Timothy Daniel Sullivan verfasst unter dem Eindruck des Verfahrens gegen die sogenannten Manchester Martyrs, die wegen der Tötung eines Polizisten im Zuge eines Gefängnisausbruchs verurteilt und hingerichtet wurden, das Lied God Save Ireland. Die Hymne wird in der Irischen Republikanischen Bruderschaft schnell populär.
- Edvard Grieg heiratet seine Cousine Nina Hagerup.
- In New York wird die Spiritual-Sammlung Slave Songs of the United States, die erste Sammlung afroamerikanischer Musik veröffentlicht.

## Geboren

### Januar bis Juni
- 21. Januar: Iwan Iwanowitsch Krischanowski, russischer Komponist († 1924)
- 27. Januar: Claude Terrasse, französischer Operettenkomponist († 1923)
- 09. Februar: Irina Jakowlewna Konschina, US-amerikanische bzw. russische bzw. sowjetische Mezzosopranistin, Opernsängerin und Gesangspädagogin († 1937)
- 13. Februar: Albert Mahaut, französischer Organist; Musikpädagoge und Komponist († 1943)
- 27. Februar: Wilhelm Peterson-Berger, schwedischer Komponist und Musikkritiker († 1942)
- 03. März: Gustav Strube, US-amerikanischer Komponist († 1953)
- 12. März: Hermann Fischer, preußischer Militärmusiker, Trompeter, Orchesterleiter und Komponist († 1930)

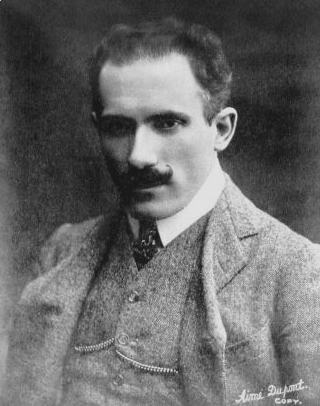
Arturo Toscanini; * 25. März

- 25. März: Arturo Toscanini, italienischer Dirigent († 1957)
- 28. März: Ferruccio Cattelani, italienischer Komponist († 1932)
- 04. April: Victoria Cartier, kanadische Organistin und Musikpädagogin († 1955)
- 11. April: William Edwin Haesche, US-amerikanischer Komponist († 1929)
- 14. April: Mathieu Neumann, deutscher Komponist, Organist, Dirigent und Chorleiter († 1928)
- 17. April: Reginald Steggall, britischer Organist und Komponist († 1938)
- 18. April: Max Garrison, deutscher Opernsänger († 1927)
- 18. April: Lluís Millet i Pagès, katalanischer Musiker und Komponist († 1941)
- 23. April: Fritz Masbach, deutscher Pianist und Klavierpädagoge († 1960)
- 24. April: Karel Navrátil, tschechischer Komponist († 1936)
- 01. Mai: Friedrich Hindenlang, deutscher evangelischer Pfarrer, Kirchenrat, Kirchenlieddichter und Autor († 1937)
- 12. Mai: Anton Barthlmé, österreichisch-böhmischer Cellist, Dirigent, Komponist und Musikpädagoge († 1943)
- 17. Mai: Helen May Butler, US-amerikanische Bandleaderin und Komponistin († 1957)
- 04. Juni: Marco Anzoletti, italienischer Komponist und Geiger († 1929)
- 09. Juni: Jules Bouver, französischer Organist und Komponist († 1914)
- 10. Juni: Julius Meier-Graefe, deutscher Komponist († 1935)
- 13. Juni: Paul Bruns-Molar, deutscher Gesangspädagoge († 1934)
- 13. Juni: Jefimija Petrowna Kriwoschejewa, russische bzw. sowjetische Liedermacherin und Geschichtenerzählerin ersjanischer Herkunft († 1936)

### Juli bis Dezember
- 01. Juli: Česlovas Sasnauskas, litauischer Komponist († 1916)
- 27. Juli: Enrique Granados, spanischer Komponist und Pianist († 1916)
- 10. August: Josef Schreieck, österreichischer Orgelbauer († 1930)
- 22. August: Maud Powell, US-amerikanische Violinistin († 1920)
- 25. August: Ida Hiedler, österreichische Opernsängerin († 1932)

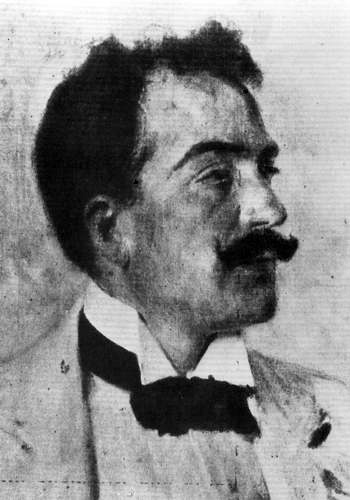
Umberto Giordano; * 28. August

- 28. August: Umberto Giordano, italienischer Komponist († 1948)
- 05. September: Amy Beach, US-amerikanische Komponistin († 1944)
- 06. September: Franciszek Brzeziński, polnischer Komponist († 1944)
- 08. September: Joseph-Alexandre Gilbert, kanadischer Geiger und Musikpädagoge († 1950)
- 14. September: Johanna van der Wissel, niederländische Pianistin und Musikpädagogin († 1945)
- 04. Oktober: Ernst Maschke, deutscher Organist, Komponist und Musikpädagoge († 1940)
- 22. Oktober: John David Davis, britischer Komponist († 1942)
- 02. November: Pierre Henry Ernest Letorey, französischer Komponist und Orchesterdirigent († 1947)
- 04. November: Édouard Clarke, kanadischer Organist und Pianist († 1917)
- 06. November: Eduard Bernoulli, Schweizer Musikwissenschaftler († 1927)
- 08. November: Ilmari Krohn, finnischer Komponist und Musikwissenschaftler († 1960)
- 10. November: Paul Gerhardt, deutscher Komponist und Organist († 1946)
- 25. November: Heinrich Schuëcker, österreichisch-amerikanischer Harfenist und Musikpädagoge († 1913)
- 27. November: Charles Koechlin, französischer Komponist († 1950)
- 27. November: Margaret Ruthven Lang, US-amerikanische Komponistin († 1972)
- 29. November: John Julia Scheffler, deutscher Komponist und Dirigent († 1942)
- 20. Dezember: Fini Valdemar Henriques, dänischer Komponist und Geiger († 1940)
- 21. Dezember: Edmundo Pallemaerts, belgisch-argentinischer Komponist und Musikpädagoge († 1945)
- 24. Dezember: Axel Klinckowström, Zoologe, Forschungsreisender und Schriftsteller († 1936)

### Genaues Geburtsdatum unbekannt
- Wira Astafjewa, ukrainische Opernsängerin († 1927)
- Léon Xanrof, französischer Dramatiker, Komponist und Sänger († 1953)
- William E. Zeuch, US-amerikanischer Organist († 1962)

## Gestorben

### Todesdatum gesichert
- 23. Februar: George Thomas Smart, englischer Dirigent, Organist, Geiger und Komponist (* 1776)
- 24. Februar: Ludwig Bischoff, deutscher Pädagoge, Musiker, Kritiker und Verleger (* 1794)
- 06. März: Wiktor Każyński, polnischer Komponist (* 1812)
- 07. März: Therese aus dem Winckel, deutsche Malerin, Harfenspielerin und Schriftstellerin (* 1779)
- 07. März: Carl Ludwig Gesell, preußischer Orgelbauer (* 1809)
- 17. März: Wilhelm Baumgartner, Schweizer Chordirigent, Pianist und Komponist (* 1820)
- 19. März: Friedrich Fahrbach, österreichischer Komponist und Musiker (* 1809)

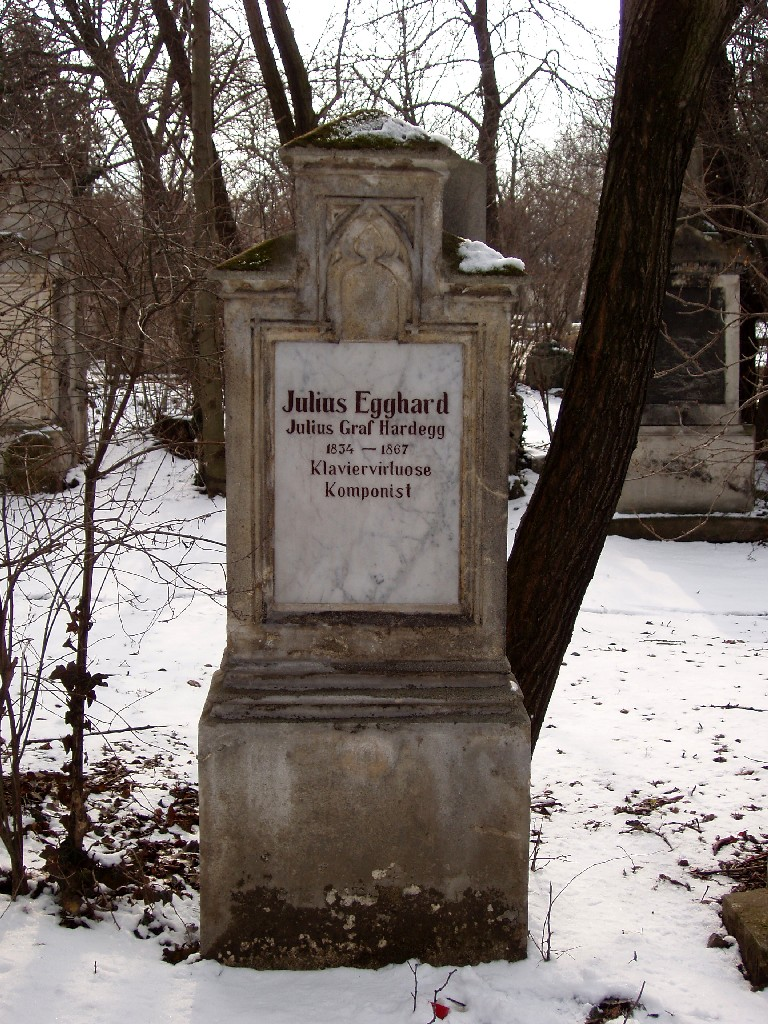
Julius Egghards Grab auf dem Sankt Marxer Friedhof in Wien

- 22. März: Julius Egghard, österreichischer Pianist und Komponist (* 1834)
- 17. April: Hugo Hünerfürst, deutscher Komponist, Geiger, Dirigent und Kapellmeister (* 1827)
- 03. Mai: Fanny Tacchinardi-Persiani, italienische Opernsängerin (* 1807)
- 06. Mai: Johann Kaspar Aiblinger, deutscher Komponist und Kapellmeister (* 1779)
- 12. Mai: Wilhelm Braun, deutscher Oboist und Komponist (* 1796)
- 02. Juni: Christian Wilhelm Häser, deutscher Sänger, Komponist, Bühnenautor und Übersetzer (* 1781)
- 09. Juni: Louis Bötticher, deutscher Opernsänger (* 1813)
- 14. Juni: Jean Vidal, französischer Violinist und Dirigent (* 1789)
- 04. Juli: Filippo Acunzo, italienischer Fagottist, Dirigent und Komponist (* 1835)
- 05. Juli: Philipp Furtwängler, deutscher Orgelbauer (* 1800)
- 21. Juli: Antonio Barezzi, italienischer Kaufmann und Mäzen, Förderer von Giuseppe Verdi (* 1787)
- 07. August: Ernst Otto Lindner, deutscher musikwissenschaftlicher Schriftsteller und Journalist (* 1820)
- 27. August: Karol Kątski, polnischer Pianist, Musikpädagoge und Komponist (* 1815)
- 30. August: August Wilhelm Agthe, deutscher Violinist, Klarinettist an der Hofkapelle und Stadt- und Hofmusikus in Weimar (* 1795)
- 01. September: Edward Hodges, US-amerikanischer Organist und Komponist (* 1796)
- 10. September: Simon Sechter, österreichischer Musiktheoretiker, Musikpädagoge, Organist, Dirigent und Komponist (* 1788)
- 29. September: Johann Baptist Faistenberger, österreichischer Komponist (* 1797)
- 05. Oktober: Thomas Täglichsbeck, deutscher Violinist, Kapellmeister und Komponist (* 1799)
- 06. Oktober: Nicolas Lambert Wéry, belgischer Violinist, Komponist und Musikpädagoge (* 1789)
- 09. Oktober: Ignacy Feliks Dobrzyński, polnischer Komponist (* 1807)
- 22. November: Ludwig von Stainlein, bayerischer Graf, Komponist und Violoncellist (* 1819)
- 26. November: August Müller, deutscher Kontrabassist (* 1808)
- 06. Dezember: Giovanni Pacini, italienischer Opernkomponist (* 1796)
- 19. Dezember: Johann Georg Kastner, deutsch-französischer Komponist und Musikschriftsteller (* 1810)
- 23. Dezember: Johann Georg Adam, deutscher Organist, Kantor und Komponist (* 1806)

### Genaues Todesdatum unbekannt
- Betty Kunze, deutsche Malerin und Sängerin (* 1787)

### Gestorben nach 1867
- Stephan Hechinger, österreichischer Orgelbauer (* 1793)
- Peter Moser, deutscher Orgelbauer (* vor 1838)